# Caligo apollo
Caligo apollo är en fjärilsart som beskrevs av Hans Fruhstorfer 1913. Caligo apollo ingår i släktet Caligo och familjen praktfjärilar. Inga underarter finns listade i Catalogue of Life.